# Chris Bosh
Christopher Wesson Bosh (Dallas, Texas, 24 de març de 1984), és un exjugador de bàsquet estatunidenc actualment retirat. Va jugar als Toronto Raptors i als Miami Heat. Es va proclamar campió de l'NBA dues vegades amb els Miami Heat i va participar 11 vegades en l'All-Star Game de l'NBA.
No va poder jugar en l'All-Star Game de l'NBA de 2009 per lesió, havent de ser substituït. Era el capità de l'equip, a més de jugar a la Selecció de bàsquet dels Estats Units. Era un dels ídols dels aficionats dels Raptors, i la icona dels 15 anys d'història de la franquícia, juntament amb Vince Carter.
En les temporades 2011-12 i 2012-13 es va proclamar campió de l'NBA amb els Miami Heat, i va guanyar les tres darreres edicions del Shooting Stars. El juliol de 2017 els Miami Heat van rescindir el seu contracte, ja que pateix una malaltia que li impedeix la pràctica del bàsquet professional.